# E13

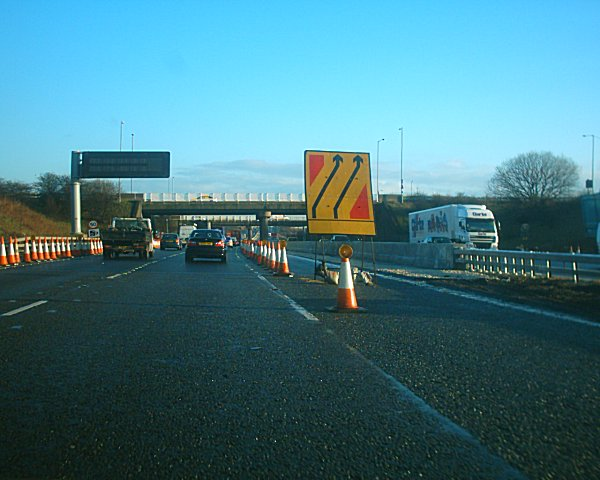
E13/M18 vid Rotherham.

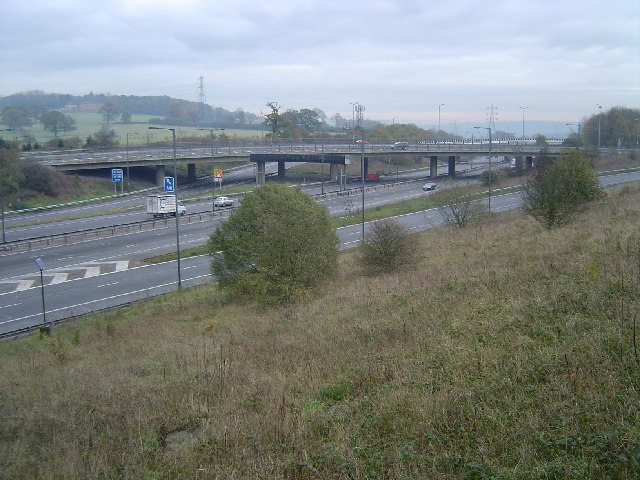
E13/M1 nära London.

E13 eller Europaväg 13 är en 230 kilometer lång Europaväg som börjar i Doncaster och slutar i London. Hela sträckan är inom England, Storbritannien. I Storbritannien skyltas inte några Europavägar, och de erkänns inte heller av landets regelverk.

## Sträckning
Doncaster - Sheffield - Nottingham - Leicester - Northampton - London

## Standard
Vägen är motorväg hela sträckan, och följer motorvägen M1.

## Anslutningar till andra Europavägar
- E15
- E24
- E30